# Àcid galacturònic
L'àcid D-galacturònic és un sucre àcid, una forma oxidada de la D-galactosa. És el principal component de les pectines, on pot trobar-se en forma d'àcid poligalacturònic. Té un grup aldehid al carboni 1 i un grup carboxil al carboni 6. Altres formes oxidades de la D-galactosa són l'àcid D-galactònic (amb un carboxil al C1) i l'àcid meso-galactàric o àcid múcic (amb dos carboxils, un en C1 i l'altre en C6). També s'inclou al grup dels àcids urònics o àcids hexurònics.